# Rom ucraini
I rom ucraini (in ucraino Серви?, Servy; in russo Сэрвы?, Sėrvy), noti anche come Servitka rom o solo Servitka è un sottogruppo di rom in Ucraina, i cui antenati provenivano dalla Serbia, inizialmente insediati sul fiume Dnepr. I Servitka fanno parte dei rom in Ucraina (sono il primo gruppo più numeroso tra i rom ucraini) e Russia, dove sono ben integrati nella società. Il dialetto Romanì Servitka appartiene al gruppo ucraino di dialetti romanì classificato da LN Cherenkov. La maggior parte dei rom ucraini parla un romaní antico intercalato da parole ucraine e russe.
Sono cristiani ortodossi e le loro occupazioni tradizionali sono la lavorazione dei metalli e la chiromanzia. Nel XIX secolo molti giovani Srom ucraini prestarono servizio negli eserciti cosacchi.
Attualmente, i Servitka sono uno dei gruppi rom con il migliore livello di istruzione e conosciuti come eccellenti interpreti della musica gitana. Sono spesso erroneamente considerati rom russi.

## Rom ucraini noti
Tra i Servitka più conosciuti:
- Eugene Hütz, musicista
- Mikhail Erdenko, violinista e compositore
- Valentin Baglaenko, cantante, attore di teatro e cinema
- Nikolaj Sličenko, attore di teatro e cinema, regista del Teatro Romen
- Nickolai Erdenko, cantante, creatore del gruppo "Dzhang"
- Sasha Kolpakov e Vadim Kolpakov, chitarristi
- Yury Ivanenko, presidente del Congresso ucraino dei romanì, editore di letteratura per bambini in lingua romanì
- Sergei Erdenko, violinista, uno dei creatori del gruppo "Loyko"
- Rozalia, Radda e Leonsia Erdenko, cantanti